# Junta de Fiscales Supremos
La Junta de Fiscales Supremos es el órgano de gobierno de mayor jerarquía del Ministerio Público del Perú, y se reúne bajo la presidencia del Fiscal de la Nación, quien la convoca. La Junta está integrada por seis Fiscales Supremos Titulares nombrados por la Junta Nacional de Justicia. Ellos están a cargo de las Fiscalías Supremas (órganos de línea de mayor jerarquía) que están conformadas en lo Penal, en lo Civil, en lo Contencioso Administrativo y de Control Interno.
La primera Junta de Fiscales se creó durante la gestión de Gonzalo Ortiz de Zevallos Roedel en 1981. 
La Junta de Fiscales Supremos elige al Fiscal de la Nación de entre sus miembros por un período de tres años, prorrogable por reelección sólo por otros dos. Esta instancia igualmente elige al representante del Ministerio Público ante el Jurado Nacional de Elecciones conforme a la Constitución.

## Atribuciones
De acuerdo a los artículos N° 62 y 97 de la Ley Orgánica del Ministerio Público, son atribuciones de la Junta de Fiscales Supremos:
- Absolver las consultas que los fiscales alcanzan al Fiscal de la Nación, en cuanto a exhortaciones que les son hechas por el Poder Ejecutivo -a través del Ministerio de Justicia-; cuando el titular del Ministerio Público no las absuelva de inmediato.
- Revisar el Pliego correspondiente del Presupuesto del Sector Público que le someta el Fiscal de la Nación para el efecto de considerar las necesidades del Ministerio Público que faltara satisfacer y aprobarlo.
- A propuesta del Fiscal de la Nación, acordar, por especialidades, el número de los Fiscales Superiores y Provinciales de cada distrito Judicial, teniendo en cuenta las necesidades correspondientes y las posibilidades del Pliego Presupuestal del Ministerio Público.
- Acordar la sanción disciplinaria aplicable en un caso concreto, de acuerdo con lo dispuesto en los artículos 51 y siguientes de la Ley Orgánica del Ministerio Público.

Igualmente, la Junta de Fiscales Supremos crea los despachos fiscales. En cuanto a la designación de Fiscales Especializados para determinados delitos, la Junta de Fiscales Supremos da una aprobación previa a la designación que hace el Fiscal de la Nación de los Fiscales para que intervengan, según su categoría, en la investigación y juzgamiento de todos aquellos hechos delictivos vinculados entre sí o que presentan características similares y que requieran de una intervención especializada del Ministerio Público.

## Miembros

### Miembros Actuales
| Fiscal                | Fiscalía Suprema                                                                                  | Inicio | Final      |
| --------------------- | ------------------------------------------------------------------------------------------------- | ------ | ---------- |
| Pablo Sánchez Velarde | Fiscal Supremo - Despacho de la Primera Fiscalía Suprema en lo Penal                              | 2005   | Actualidad |
| Zoraida Ávalos        | Fiscal Supremo - Despacho de la Segunda Fiscalía Suprema en lo Penal                              | 2013   | Actualidad |
| Delia Espinoza        | Fiscal de la Nación - Presidenta de la Junta de Fiscales Supremos                                 | 2022   | Actualidad |
| Juan Carlos Villena   | Fiscalía Suprema - Despacho de la Fiscalía Suprema en Delitos Cometidos por Funcionarios Públicos | 2022   | Actualidad |
| Tomas Galvez Villegas | Fiscal Supremo - Despacho de la Fiscalía Suprema de Familia                                       | 2025   | Actualidad |

### Miembros anteriores
| Fiscal                               | Inicio | Final | Causal de cese  |
| ------------------------------------ | ------ | ----- | --------------- |
| Gonzalo Ortiz de Zevallos Roedel     |        |       |                 |
| Miguel Cavero-Egúsquiza Saavedra     | 1981   | 1984  | Límite de edad  |
| Álvaro Rey De Castro López de Romaña |        |       |                 |
| Manuel Catacora Gonzales             | 1984   | 1992  | Renuncia        |
| César Elejalde Estenssoro            |        |       |                 |
| Hugo Denegri Cornejo                 |        | 1992  | Golpe de Estado |
| Pedro Méndez Jurado                  |        | 1992  | Golpe de Estado |
| Blanca Nélida Colán Maguiño          |        | 2000  | Renuncia        |
| Pedro Pablo Gutiérrez Ferreyra       |        | 2001  | No ratificación |
| Miguel Aljovín Swayne                | 1993   | 2001  | No ratificación |
| Nelly Calderón Navarro               |        | 2007  | Renuncia        |
| Flora Adelaida Bolívar Arteaga       | 1995   | 2008  | Fallecimiento   |
| Gladys Echaíz Ramos                  | 2001   | 2014  | Renuncia        |
| José Antonio Peláez Bardales         | 2005   | 2016  | Límite de edad  |
| Carlos Ramos Heredia                 | 2011   | 2015  | Destitución     |
| Pedro Gonzalo Chávarry Vallejos      | 2011   | 2021  | Destitución     |
| Luis Arce Córdova                    | 2016   | 2021  | Destitución     |
| Víctor Rodríguez Monteza             | 2016   | 2021  | Destitución     |
| Patricia Benavides                   | 2022   | 2024  | Destitución     |